# 寺本五郎
寺本 五郎（てらもと ごろう、旧姓・牧野、1910年（明治43年）7月23日 - 1988年（昭和63年）5月4日）は、日本の銀行家。不動貯金銀行頭取。日満中央協会顧問。

## 人物
不動貯金銀行頭取・牧野元次郎の四男、あるいは六男で、寺本商店代表社員・寺本圭助の長女柳子の婿養子となった。不動貯金銀行頭取秘書となり、貯蓄銀行観察の為欧州各国に出張し、帰朝後1935年、取締役となり、1938年、常務取締役に互選され、1939年、副頭取となり、1941年、頭取に挙げられる。貯蓄銀行が戦後協和銀行となったのちは、日本相互銀行の取締役を務めた。
趣味はゴルフ、茶道。東京在籍で、住所は東京市麻布区仲ノ町（現・港区六本木）。

## 家族・親族
寺本家
- 養父・圭助（1885年 - ?、寺本商店代表社員）[1][5] - 寺本商店は東京南葛飾郡亀戸町にあったセルロイド加工（玩具雑貨製造）の合資会社で、1917年に東京セルロイドに吸収、1919年に大日本セルロイドに合併された[7][8]。
- 養母・その（1891年 - ?、東京、柴田柳三郎の二女）[1][5]
- 妻・柳子（1910年 - ?、養父圭助の長女、九段精華女学校卒）[1][5]
- 長女元子（1932年 - ）[1][5]
- 男・圭一[1][5]（カントリー・ミュージシャン、1933年 - ）

親戚
- 実兄・牧野太郎[4]（不動貯金銀行常務取締役）
- 実父・牧野元次郎（東京士族、不動貯金銀行頭取）[4]